# Pottó
A főemlősök (Primates) rendjébe, azon belül a lajhármakifélék (Loridae) családjába tartozó satnyaujjú makik vagy pottók (Perodicticus) nemének egyetlen faja a pottó (Perodicticus potto).

## Előfordulása
A pottó nagy földrajzi elterjedése nem régóta ismeretes. Jelenleg 5 alfaját ismerik, ezek közül 4 Afrika nyugati, 1 a keleti részén él.

## Testfelépítése

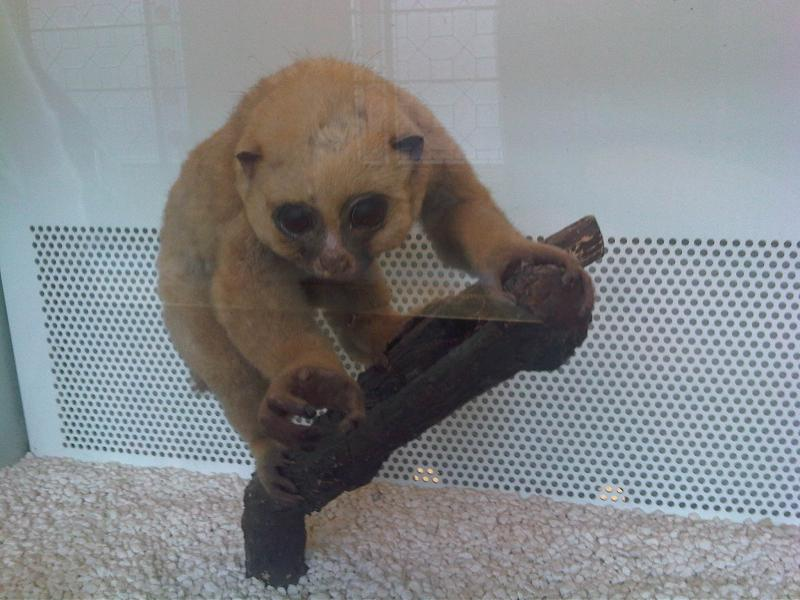
Kitömött példány

Karcsú termetű, kerek fejű félmajom. Arcorra előreugró, szemei közepesen nagyok, apró fülei hártyásak. Karjai, lábai egyenlő hosszúak. A mutatóujja csökevényes, de azért még jól felismerhető, körmöt nem hord; második lábujján hatalmas, görbe, lapos, fölfelé álló karmot, míg a többi ujjon csak lapos körmöket találunk. Egészen különleges sajátság mutatkozik a gerincoszlop nyaki táján: a tövisnyúlványok azon a helyen annyira meghosszabbodtak, hogy a bőrt a magasba emelik és kiálló púpok benyomását keltik. Rövid szőrű  bundája felül vöröses fakószürke, amelyhez fekete szín is elegyedik, fején, karjain és lábain vörhenyesebb, válla táján egérszürke. Alsó testtájai világosabbak, élénk szürkék, farka szürkés, rozsdavörös, a szőrök hegye pedig feketés barna. A pottó mintegy 35 cm hosszú, ebből a hosszúságból azonban 6 cm a farkára esik.

## Fogazata
Fogazata alul-felül 2 metsző, 1-1 szem, 3–3 előzápfogból és szintén 3-3 utózápfogból áll; fogainak összes száma tehát 36. Alsó metszőfogai nagyok és rézsútosan előreugrók; az alsó szemfog hasonló helyzetű. Az alsó fogsor leghátsó zápfoga háromgumójú.